# يقطوم زاحف
يقطوم زاحف (الاسم العلمي: Telephium repens) هي نوع نباتي يتبع جنس اليقطوم من فصيلة القرنفلية.